# Kriminologi

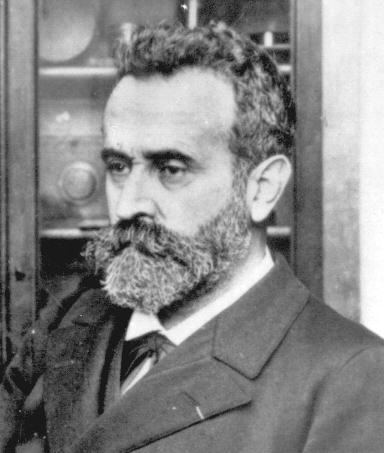
Alphonse Bertillon, fransk antropolog.

Kriminologi (latin: crimen "brott"; grekiska logia "-lära", av logos "ord"), en tvärvetenskaplig samhällsvetenskap om brott, dess orsaker, omständigheter, samband och följder, samt samhällets reaktioner på brott.
Det finns olika definitioner på kriminologi men den förmodat vanligast förekommande torde vara av Edwin Sutherland med fleras (1992:3) mycket breda definition: "Criminology is the body of knowledge regarding crime and delinquency as a social phenomena. It includes within its scope the process of making laws, breaking laws, and reaction to the breaking of law."

## Kriminologi
Enligt Nils Jareborg är kriminologi en interdisciplinär vetenskap: Under en rubrik [kriminologi] samlas naturvetenskapliga, beteendevetenskapliga och samhällsvetenskaplig forskning rörande brottslighet (och annat avvikande beteende), brottslingar (avvikare) och brottsbekämpning. Kriminologer studerar brott och dess konstruktion, strafflagars tillkomst och syften, handlingars kriminalisering, avkriminalisering och legalisering, samhällets reaktion på brott i form av brottsprevention och brottsbekämpning, samt de filosofiska och praktiska aspekterna av hur olika samhällen hanterar och definierar avvikande beteenden och inkapaciteringen av brottslingar och antisociala. Studierna av det ovanstående genomförs i relation till under vilka samhälleliga förhållanden dessa verksamheter sker; samhällets definition av vad ett brott är, lagarnas konstruktion, och metoder för att minska på brottslighetens omfattning avspeglar ett samhälles makthavares syn på icke önskvärda eller farliga beteenden och handlingar å ena sidan respektive önskvärda eller accepterade beteenden och handlingar å den andra. Synen på vad ett brott är förändras i takt med att samhällen förändras eller när den lagstiftande makten ersätts av en annan.
Inom kriminologin dominerar den administrativa kriminologin med dess två huvudsakliga teoretiska perspektiv: rutinaktivitetsteori och rational choice-teori. Sedan 1970-talet har kontroll- och tillfällesstrukturteorierna vuxit i styrka på den radikala och kritiska kriminologins bekostnad, till att idag vara den förhärskande kriminalideologiska synen på brottets orsaker och uppkomst samt hur brottslighet ska stävjas.
Enligt den administrativa kriminologins synsätt antas människan söka skapa största möjliga lycka till minsta möjliga pina, där brottslingen genom noggranna beräkningar av förluster och förtjänster försöker tillfredsställa icke tillfredsställda behov, vid behov genom brott. Brottslingen uppfattas då som vad inom denna skola kallas en utilitaristisk hedonist. Kriminalpolitiskt utgår det brottsförebyggande arbetet och brottsbekämpningen därför främst ifrån att situationellt minska antalet möjliga tillfällen som brott kan begås.
Inom den kriminologiska debatten dominerar högerrealisterna och dess motståndare återfinns främst inom vänsterrealismen.

## Några skolbildningar inom kriminologin
- Klassisk kriminologi
  - Neo-klassisk kriminologi
  - Right realism eller Högerrealism
  - Administrativ kriminologi
- Positivistisk kriminologi
  - Italienska skolan
  - Klinisk kriminologi
  - Lacassagneskolan
  - Sociologisk positivism
  - Miljökriminologi
- Integrerad kriminologi
- Chicagoskolan
- Kritisk kriminologi
  - Anarkistisk kriminologi
  - Feministisk kriminologi
  - Kulturkriminologi
  - Marxistisk kriminologi
    - Instrumentell marxism
    - Strukturalistisk marxism

  - Maskulinitetsforskning
  - Postmodernistisk kriminologi
  - Left Realism eller Vänsterrealism

## Några teorier om brott
- Strukturella teorier
  - Socialdisorganisation
  - Subkulturteori
  - Strainteori
  - Sociologiska teorier och inlärningsteorier
    - Socialekologisk teori
    - Differentiell association
    - Differentiell förstärkning
- Individbaserade teorier
  - Traitteori
  - Kontroll- och tillfällesstrukturteorier
    - Anomi
    - Broken Windows
    - Neutralisationstekniker
    - Rutinaktivitetsteori
    - Teorin om självkontroll
    - Teorin om sociala band

  - Symbolisk interaktionism
    - Konfliktteori
    - Rational Choice teori
    - Stämplingsteori
    - Socialkonstruktivism
- Integrerade teorier
  - Thornberrys interaktionistiska teori
  - Crime in the Making
  - The Farrington Theory
  - Situational Action Theory

## Sverige
Ämnet kan i Sverige studeras vid flera universitet och högskolor. Den första kriminologiska institutionen i Sverige finns vid Stockholms universitet. Där kan man läsa till en kandidat-, magister-, master- eller doktorsexamen i kriminologi. Sedan 2012 finns också en kriminologisk institution vid Malmö universitet där motsvarande examina kan tas. Vid andra svenska universitet och högskolor finns ämnet kriminologi under andra ämnesdiscipliner, men i några fall kan man även vid dessa få en examen i kriminologi. Vid Örebro universitet, Göteborgs universitet och Lunds universitet bedrivs omfattande kriminologisk forskning och undervisning. Vid Örebro universitet startas höstterminen 2021 också forskarutbildning i kriminologi, vilket alltså leder till doktorsexamen. Vid Göteborgs universitet kan man läsa ett masterprogram i kriminologi och få en masterexamen i Kriminologi. Lunds universitet har ett kandidatprogram i kriminologi, vilket även Mittuniversitetet har. Vid alla tre lärosäten kan man få en kandidatexamen i kriminologi. Kriminologprogram finns även vid Mittuniversitetet. Fristående kurser i kriminologi kan även läsas vid flera andra svenska universitet, bl.a. vid Linnéuniversitetet och Umeå universitet.
De statliga myndigheterna Brottsförebyggande rådet och Kriminalvården tillämpar kriminologiska rön i sina studier av olika lagbrott i samhället, och samlar empiriska data av intresse om brottsförekomsten i Sverige, i sin egenskap av statistikansvarig myndighet på området.